# 西蓋蒂·約瑟夫
西盖蒂·约瑟夫（匈牙利語：Szigeti József，匈牙利語發音：[ˈsiɡɛti ˈjoːʒɛf]；1892年9月5日—1973年2月19日），匈牙利小提琴演奏家。
西盖蒂·约瑟夫生於音樂世家，自幼便展露演奏小提琴的不凡天賦，他幼時居住在羅馬尼亞小鎮外西凡尼亞，後與父親遷往布達佩斯，師從胡鲍伊·耶内。青少年的西格提隨後在父親強迫下在國際間展開「音樂神童」的演奏生涯，常選奏名家的經典曲目，舉辦沙龍式的演奏會。在偶然機緣下，他結識了當時頗具盛名的鋼琴家費魯喬·布梭尼，並在布梭尼引導下拓展他的音樂視野，最終以深厚的音樂涵養，贏得「提琴哲人」美譽。

## 外部連結
- 西格提·約瑟夫在Allmusic上的頁面
- 西蓋蒂·約瑟夫的Discogs页面（英文）